# Juncaceae
{{Taxobox
| name = сите, Juncaceae
| image = JuncusEffusus.jpg
| image_width = 250п
| image_caption = сита, Juncus effusus
| regnum = 
| divisio = 
| classis = 
| unranked_ordo = 
| ordo = 
| familia = 
| familia_authority = 
| type_genus = 
| type_genus_authority = 
| subdivision_ranks = родови
| subdivision = 
- -{Andesia
- Distichia
- Juncus
- Luzula
- Marsippospermum
- Oxychloë
- Rostkovia}-

}}
Juncaceae (сите, фамилија ситâ) је фамилија монокотиледоних скривеносеменица из реда Poales. Обухвата 8 родова са око 464 врста.

## Распрострањеност
Биљке из родова Juncus и Luzula се могу наћи у свим умјереним и арктичким регионима обије хемисфере, док у тропским регионима само на вишим планинама. Остале врсте су распрострањене искључиво у Јужној Америци, а родови Marsippospermum и Rostkovia само на Новом Зеланду.